# Malky Mackay
Malcolm George Mackay (Bellshill, Escocia, 19 de febrero de 1972) es un exfutbolista escocés. Jugaba de defensa y su primer equipo fue Queen's Park Football Club. Es el entrenador del Ross County desde 2021.

## Biografía
Su carrera como entrenador comenzó en junio de 2009, cuando llegó al Watford Football Club en sustitución de Brendan Rodgers.
En junio de 2011, Mackay se convierte en el nuevo técnico del Cardiff City, después de que el club galés compensara económicamente al Watford, equipo con el que el entrenador escocés tenía contrato en vigor y que no quería dejarlo marchar. Mackay llevó al Cardiff al ascenso a la Premier League en abril de 2013, más de medio siglo después de la última vez. Fue destituido el 27 de diciembre, tras 18 jornadas de la Premier League 2013-14, con el equipo galés en 16.º puesto.
El 19 de noviembre de 2014, es anunciado como nuevo técnico del Wigan Athletic. Sin embargo, no pudo revertir la situación de los latics y fue destituido 4 meses después, tras sumar 19 puntos de 72 posibles, dejando al equipo inglés en puestos de descenso a la Football League One.
El 13 de octubre de 2017, fue nombrado seleccionador de Escocia, reemplazando a Gordon Strachan.

## Selección nacional
Fue internacional con la Selección de fútbol de Escocia, jugó 5 partidos internacionales.

## Clubes

### Como futbolista
| Club            | País       | Año       |
| --------------- | ---------- | --------- |
| Queen's Park    | Escocia    | 1991-1993 |
| Celtic          | Escocia    | 1993-1998 |
| Norwich         | Inglaterra | 1998-2004 |
| West Ham United | Inglaterra | 2004-2005 |
| Watford         | Inglaterra | 2005-2008 |

### Como entrenador
| Club                 | País       | Año           |
| -------------------- | ---------- | ------------- |
| Watford              | Inglaterra | 2009-2011     |
| Cardiff City         | Gales      | 2011-2013     |
| Wigan Athletic       | Inglaterra | 2014-2015     |
| Selección de Escocia | Escocia    | 2017-2018     |
| Ross County          | Escocia    | 2021-presente |

## Palmarés

### Campeonatos nacionales como jugador
| Título                       | Club                 | País       | Año  |
| ---------------------------- | -------------------- | ---------- | ---- |
| Liga Premier de Escocia      | Celtic Football Club | Escocia    | 1998 |
| Football League Championship | Norwich City         | Inglaterra | 2004 |

### Campeonatos nacionales como entrenador
| Título                       | Club         | País       | Año  |
| ---------------------------- | ------------ | ---------- | ---- |
| Football League Championship | Cardiff City | Inglaterra | 2013 |